# Château de Ribaute
Le château de Ribaute est un édifice de la fin du XVIe siècle et du début du XVIIe siècle inscrit au titre des monuments historiques. Il se situe sur la route de Bédarieux, commune de Lieuran-lès-Béziers, dans le département de l'Hérault.

## Historique
Le château de Ribaute, du latin ripa alta (« rive haute »), est cité en 1200. Témoin de l'évolution des styles entre les périodes Renaissance et moderne, le corps de bâtiment central, avec son escalier, ses voûtes en pendentif, ses trompes et ses toitures en pavillon, date du règne de Henri IV.
Dans les années 2000, le château est loué par des Britanniques qui, n'ayant pu en faire l'acquisition, quittent le château en été 2002. Depuis août 2004, les propriétaires actuels procèdent à la remise en état du château et du parc à l'anglaise de huit hectares.

## Architecture
Le château de Ribaute est constitué d'un logis formant le corps de bâtiment central, dont les voûtes en pendentifs et les toitures en pavillon remontent à la fin du XVIe siècle. Cette partie de style Renaissance est complétée par des constructions ultérieures.

## Protection
Les façades et toitures du château, le corps de bâtiment central en totalité, avec la cage d'escalier (l'ensemble cadastré AT 54) font l’objet d’une inscription au titre des monuments historiques depuis le 31 octobre 1997.

## Locution
À Béziers et dans le Biterrois, l'expression « faire Ribaute » signifie faire un copieux pique-nique avec famille et amis[réf. souhaitée]. Dans le Quercy, la même expression désigne l'action de se livrer à la débauche.